# Béarn (Quebec)
Béarn es un municipio canadiense situado en la provincia de Quebec.

## Superficie
Béarn tiene una superficie de 496,28 km².

## Demografía
En 2021, tenía 708 habitantes, una densidad poblacional de 1,4 hab./km², y 386 viviendas.